# Liste von Bergwerken im Vogelsberg
Im Vogelsberg ist Bergbau seit ein paar hundert Jahren urkundlich erwähnt, ebenso 1489 Schmieden bei Nieder-Ohmen. Dieser hatte allerdings nur regionale Bedeutung. Anfänglich wurde Eisen und später in geringem Umfang auch andere Bodenschätze – wie z. B. Bauxit im westlichen Vogelsberg – abgebaut. Gefundene Schlackenreste bezeugen die Verhüttung des gewonnenen Erzes mittels Rennöfen in alter, undokumentierter Zeit. Vogelsberger Eisenerze sind hier in der Regel umgeben von eisenhaltigen Tonen und wurden im Tagebau gewonnen oder bestanden aus sogenanntem Stückerz, welches im Stollenbau abgebaut wurde. Der Erzbergbau endete in den 1960er-Jahren. Bekannt sind im Bereich des Vogelsbergs ca. 40 Eisenstein-Gruben. Diese waren in der Regel dem Bergrevier Oberhessen zugehörig.

## Genese
Der Vogelsberg ist ein erloschener Vulkan und daher reich an Basaltböden.
Durch tiefgründige Verwitterung des eisenhaltigen Basalts in geologischen Senken konnte sich Brauneisenstein abscheiden und reicherte sich in Form von Schnüren und Nestern an. Lehmige Schichten lagern häufig über einer tonartigen Zersetzungs-Masse.

## Erzbergbau
| Name                        | Ortsteil                | Lage | Anmerkungen | Beginn           | Ende         | Bild |
| --------------------------- | ----------------------- | ---- | --- | ---------------- | ------------ | ---- |
| Abendstern                  | Hungen                  | Lage | Brauneisenstein; Tagebau; Stollen; 1870 Konsolidation der östlich von Hungen liegenden Gruben Heckenwald, Mühlberg und Eisenkaute; ab 1915 Kriegsgefangene in der Grube; 1936 Maschinenschacht mit 40 m Teufe (2 Sohlen, Förderung bis 1940); Gesamtförderung: 923.640 t Erz | 1859             | 1957         |      |
| Albert                      | Nieder-Ohmen, Bernsfeld | Lage | Eisen; 60 Beschäftigte (1953); Tagebau | 1931 (vor)       | 1954 (mind.) |      |
| Antonie                     | Flensungen              | Lage | Brauneisenstein; Tagebau |                  |              |      |
| Atzenhain                   | Atzenhain               | Lage | Brauneisenstein; Tagebau; heutiger Holzwiesenteich | 1827 (vor)       | 1934         |      |
| Bär                         | Bernsfeld               |      | Eisen | 1870             |              |      |
| Baumeister                  | Bernsfeld               |      | Eisen |                  |              |      |
| Bernhard                    | Wettsaasen              |      | Eisen; nur Mutung |                  |              |      |
| Bersrod                     | Reiskirchen-Bersrod     |      | Eisen |                  |              |      |
| Bornwiese                   | Rüddingshausen          |      | Eisen |                  |              |      |
| Clara                       | Wettsaasen              |      | Eisen; nur Mutung |                  |              |      |
| Deutschland                 | Weickartshain           | Lage | Eisen; Tagebau; endgültiges Ende 1943/44 | 1828             | 1940         |      |
| Dorothea-Elisabeth          | Ilsdorf-Solms           | Lage | Eisen |                  |              |      |
| Ebertsteich                 | Ilsdorf                 | Lage | Eisen |                  |              |      |
| Eichholz                    | Bernsfeld               |      | Eisen; Stollen und Schächte; Betriebszeiten: 1863–1865, 1871–1875, 1880, 1888–1892 | 1862-09-23       | 1892         |      |
| Eisen                       | Merlau                  | Lage | Eisen | 1936             | 1961         |      |
| Eisenberg                   | Grebenhain              |      | Eisen; Stollen und Schächte (eingestürzt) |                  |              |      |
| Eisenhoffnung               | Lumda                   |      | Eisen |                  |              |      |
| Eisenkaute                  | Hungen                  |      | Brauneisenstein; östl. von Hungen; 1870 zu Abendstern |                  | 1870 (vor)   |      |
| Eisenkaute                  | Freiensee               | Lage | Brauneisenstein; Tagebau; Schacht mit 40 m Teufe; 500 m östlich von Schöne Aussicht; Förderung ab 17.1.1938 | 1934             | 1940 (nach)  |      |
| Eisenkaute                  | Bernsfeld               | Lage | Eisen, Tagebau |                  |              |      |
| Bauxit-Tagebau Eiserne Hose | Lich                    | Lage | Eisen, Bauxit; Tagebau |                  | 1990         |      |
| Elisenburg                  | Hungen                  |      | Brauneisenstein; im Feldheimer Wald südlich der Stadt Hungen; 1872 Konsolidation mit den Feldern Wilhelm und Landwehr zu Vereinigter Wilhelm | 1872 (vor)       | 1964-03-15   |      |
| Emil                        | Flensungen              | Lage | Eisen; Tagebau |                  |              |      |
| Emma                        | Bernsfeld               |      | Eisen |                  |              |      |
| Ernestine (alt)             | Nieder-Ohmen            |      | Eisen | 1890             | 1904         |      |
| Ernestine (neu)             | Nieder-Ohmen            |      | Eisen |                  | 1966         |      |
| Ferdinand                   | Bernsfeld               | Lage | Eisen, Bauxit; Mutung in den 1860er Jahren; | 186*             |              |      |
| Gehalt                      | Flensungen              | Lage | Eisen |                  |              |      |
| Hanna                       | Wettsaasen              |      | Eisen; Betriebszeiten: 1884, 1900–1902 | 1874             | 1902         |      |
| Hecht                       | Bernsfeld               |      | Eisen |                  |              |      |
| Heckenwald                  | Hungen                  |      | Brauneisenstein; östl. von Hungen; 1870 zu Abendstern |                  | 1870 (vor)   |      |
| Hedwig                      | Nieder-Ohmen            |      | Eisen; Betriebszeiten: 1872–1876. 1883–1885 | 1872             | 1885         |      |
| Heidstruth                  | Lardenbach              | Lage | Eisen; Pingenfeld |                  |              |      |
| Hoffnung                    | Stockhausen             | Lage | Eisen; Tagebau | 1888             | 1932         |      |
| Ilsdorf                     | Ilsdorf                 | Lage | Eisen; Tagebau |                  |              |      |
| Jakobsrübe                  | Merlau                  |      | Eisen |                  | 1966         |      |
| Laura                       | Bernsfeld               |      | Eisen | 1868             |              |      |
| Heckenwald                  | Hungen                  |      | Brauneisenstein; östl. von Hungen; 1870 zu Abendstern; 1906 Maschinenschacht mit 25 m Teufe |                  | 1870 (vor)   |      |
| Im Lichtenwald              | Bernsfeld               |      | Bauxit | 1900             |              |      |
| Landwehr                    | Hungen                  |      | Brauneisenstein; im Feldheimer Wald südlich der Stadt Hungen; 1872 Konsolidation mit den Feldern Elisenburg und Wilhelm zu Vereinigter Wilhelm | 1872 (vor)       | 1964-03-15   |      |
| Louise                      | Nieder-Ohmen            |      | Eisen; Konsolidation aus 25 Grubenfeldern; Gesamtförderung 3.760.967 t Reinerz; bis zu 600 Belegschaftsmitglieder (1930er); im Besitz von über 250 weiteren Grubenfeldern | 1889-03-13       | 1966-04-30   |      |
| Ludwigssegen                | Mücke                   | Lage | Brauneisenstein |                  |              |      |
| Luse                        | Groß-Eichen             | Lage | Eisen; Tagebau |                  |              |      |
| Maria                       | Flensungen              | Lage | Eisen |                  |              |      |
| Maximus                     | Lardenbach              | Lage | Brauneisenstein; 1906 Aufschliessungsarbeiten; Tagebau; Stollenbau | 1906             | 1942-06      |      |
| Mücke                       | Ilsdorf                 | Lage | Eisen; Tagebau |                  |              |      |
| Mühlberg                    | Hungen                  |      | Brauneisenstein; östl. von Hungen; 1870 zu Abendstern; 1906 Maschinenschacht mit 50 m Teufe |                  | 1870 (vor)   |      |
| Neu Grünende Hoffnung       | Freiensee               | Lage | Eisen; in Betrieb 1909–1923 | 1898-11-30 (vor) | 1923         |      |
| Otto-Elisabeth              | Atzenhain               | Lage | Eisen |                  |              |      |
| Roter Graben                | Weickartshain           |      | Eisen; Schürfgrube |                  |              |      |
| Rüddingshausen III          | Rüddingshausen          |      | Eisen |                  |              |      |
| Schöne Aussicht             | Freiensee               | Lage | Brauneisenstein; Stollenbau | 1934             | 1939         |      |
| Sophie                      | Flensungen              | Lage | Eisen; Tagebau |                  |              |      |
| Sehrt                       | Bernsfeld               |      | Eisen |                  |              |      |
| Stangenrod                  | Stangenrod              |      | Eisen |                  |              |      |
| Stockhausen                 | Stockhausen             | Lage | Eisen; Tagebau |                  |              |      |
| Stückfeld                   | Bernsfeld               |      | Bauxit | 195*             |              |      |
| Stuhl                       | Büßfeld                 |      | Eisen ? |                  |              |      |
| Toni                        | Nieder-Ohmen            | Lage | Eisen; Gesamtförderung 50 t; Schächte und Stollen; alter mann wurde gefunden | 1872             | 1914         |      |
| Vereinigter Wilhelm         | Hungen                  | Lage | Brauneisenstein; Tagebau, Förderstollen; östl. von Abendstern; im Feldheimer Wald südlich der Stadt Hungen; 1872 Konsolidation der Felder Wilhelm, Elisenburg und Landwehr; zuletzt 55 Betriebsmitglieder; Gesamtförderung: 1.059.331 t Erz                                  | 1872             | 1964-03-15   |      |
| Vulkan                      | Bleidenrod              |      | Eisen, Bauxit |                  |              |      |
| Wasserwerk                  | Bernsfeld               |      | Eisen ? |                  |              |      |
| Weickartshain               | Weickartshain           | Lage | Eisen; Tagebau; Stückerzabbau mittels Stollen und Schächten | 1908             | 1920         |      |
| Wilhelm                     | Hungen                  |      | Brauneisenstein; im Feldheimer Wald südlich der Stadt Hungen; 1872 Konsolidation mit den Feldern Elisenburg und Landwehr zu Vereinigter Wilhelm | 1872 (vor)       | 1964-03-15   |      |
| Wühlacker                   | Weickartshain           |      | Eisen; Schürfgrube |                  |              |      |
| ?                           | Bernsfeld               |      | Bauxit | 1921             |              |      |
| ?                           | Meiches                 |      | Silber (Versuchsschacht) | 1741             | 1741         |      |

## Braunkohlebergbau
Bei Nieder-Ohmen gibt es neben eisenhaltigen Lagern in Erdschichten auch Braunkohlevorkommen.
An der Grenze des Vogelsbergs zur Wetterau hin liegen mehrere geflutete Tagebauseen der ehemaligen Braunkohle-Grube Friedrich.
Weiter westlich gelegene, geflutete Braunkohle-Tagebaue liegen bereits in der Wetterau (z. B. der Wölfersheimer See bei Wölfersheim).
| Name      | Ortsteil      | Lage | Anmerkungen                    | Beginn     | Ende | Bild |
| --------- | ------------- | ---- | ------------------------------ | ---------- | ---- | ---- |
| Barth     | Nieder-Ohmen  |      | Braunkohle; Mutung             | 1874-04-10 |      |      |
| Friedrich | Trais-Horloff | Lage | Braunkohle; geflutete Tagebaue | 1875       | 1950 |      |